# Lou Reed
Lewis Allan „Lou” Reed (született Lewis Allen Reed) (Brooklyn, 1942. március 2. – East Hampton, New York, 2013. október 27.) amerikai rockzenész, zeneszerző, fotós. A legtöbben a The Velvet Underground énekes/gitárosaként és a szólókarrierjéről ismerik.

## Pályafutása
A zenekarból való kiválása után Reed 1971-ben szólókarrierbe kezdett. A következő évben volt egy slágere a „Walk on the Wild Side”. Reed munkáját mint szólóénekes lehetetlenné tette, hogy az összes kritikában a visszatérését akarták, így újra a The Velvet Underground tagja lett. A legmegfelelőbb példa erre az 1975-ös dupla LP, a Metal Machine Music, ahogy Reed később kommentálta: „Senkiről nem kellene tudni, hogy csinált valami ilyesmit, és életben maradt.” Ő népszerűsítette az ostrich hangolást. Az 1980-as években megkapta a rock idősebb államférfijának járó címet.
1959-ben, 17 éves korában elektrosokk-kezeléssel próbálták kigyógyítani biszexualitásából. Ezt a témát dolgozta fel 1974-es "Kill Your Sons" című számában.